# 东川道
东川道，中华民国初期设置的道。
1914年6月由川东道改置东川道，属四川省。治巴县（今重庆市渝中区）。领有36县，约当今万源、宣汉、达州、渠县、大竹、垫江、长寿、江北、武胜、铜梁、大足、荣昌、永川、江津以东地区。辖区约当今重庆市所辖各市县（潼南县除外），及四川省东北部万源、宣汉、达州、达县、开江、渠县、大竹、武胜等市县。1928年废。